# Emaus w Nawsiu
Emaus w Nawsiu – dom zborowy w Nawsiu, w kraju morawsko-śląskim w Czechach, który należy do miejscowego Zboru Śląskiego Kościoła Ewangelickiego Augsburskiego Wyznania. Budynek został wybudowany w 1808 r. i zaczął funkcjonować jako szkoła ewangelicka założona już wcześniej w okolicy, w 1784 r. Nazwa pochodzi od izraelskiej wioski Emmaus znajdującej się niedaleko Jerozolimy.

## Historia

### Początki Szkoły Ewangelickiej w Nawsiu
Początki Szkoły Ewangelickiej w Nawsiu związane są z wydaniem w 1781 r. przez Józefa II Patentu Tolerancyjnego, zgodnie z którym zezwalało się ludziom na budowanie domów ewangelickich, założenie własnej szkoły wyznaniowej i powołanie nauczyciela. W 1784 r. założono szkołę ewangelicką jako zapowiedź przyszłego zboru. Wcześniej dzieci ewangelików albo musiały uczyć się w szkole katolickiej, albo nie uczęszczały do szkoły w ogóle. Początkowo edukacja przebiegała w drewnianym budynku na „Fojstwiu”. Pierwszym nauczycielem powołanym do Nawsia był Andrzej Kaleta, który swoją funkcję pełnił do 1836 r. Jego następcami zostali Jan Kuczera, Jan Hojdysz i Jan Rakus.

### Edukacja w Emausie
W 1791 r. właściciel budynku drewnianego Adam Sikora odstąpił część swego gruntu na cele kościelno-szkolne, dzięki czemu w 1808 r. został wybudowany nowy budynek murowany przeznaczony na nauczanie dzieci wiary ewangelickiej. W swoich czasach świetności w szkole uczyło się 100-160 dzieci. Dzieci uczono czytać, pisać oraz liczyć. Poza tym odbywały się również zajęcia historii biblijnej, śpiewu pieśni kościelnych i katechizmu.
Na mocy rozporządzenia rządu austriackiego z dnia 14 maja 1869 r., które naciskało na zakładanie w całym rejonie szkół publicznych i międzywyznaniowych, prezbiterstwo zborowe oddało 20 listopada 1869 r. dotychczas prywatną szkołę zborową do rąk nawiejskiej gminy. Od 1870 r. jako szkoła publiczna, międzywyznaniowa była przeznaczona dla wszystkich dzieci z Nawsia, niezależnie od wyznania religijnego. Kształciły się w niej dzieci o 6. do 14. roku życia.
Dopiero w 1886 r. powołano do życia budynek nowej szkoły, który w 2021 nadal działa.

### Budynek po 1886 r.
Po tym, jak szkoła została przeniesiona do innego budynku, Emaus służył innym celom. Na początku stanowił zakwaterowanie dla wdowy po pastorze Winklerze, diakonisy, mieściła się tam izba dla prezbiterów, działała tam również poczta. Obiekt był również miejscem wypoczynku dla ewangelików przybywających z Istebnej na nabożeństwo.

### Współczesność
W 1995 r. odbył się całkowity remont budynku i od tego czasu służy on do celów kościelnych, pobytów dzieci, młodzieży oraz rodzin z różnych zborów. Stanowił również miejsce pracy twórczej dla Stowarzyszenie Polskich Artystów Plastyków w Republice Czeskiej (SAP).

## Galeria

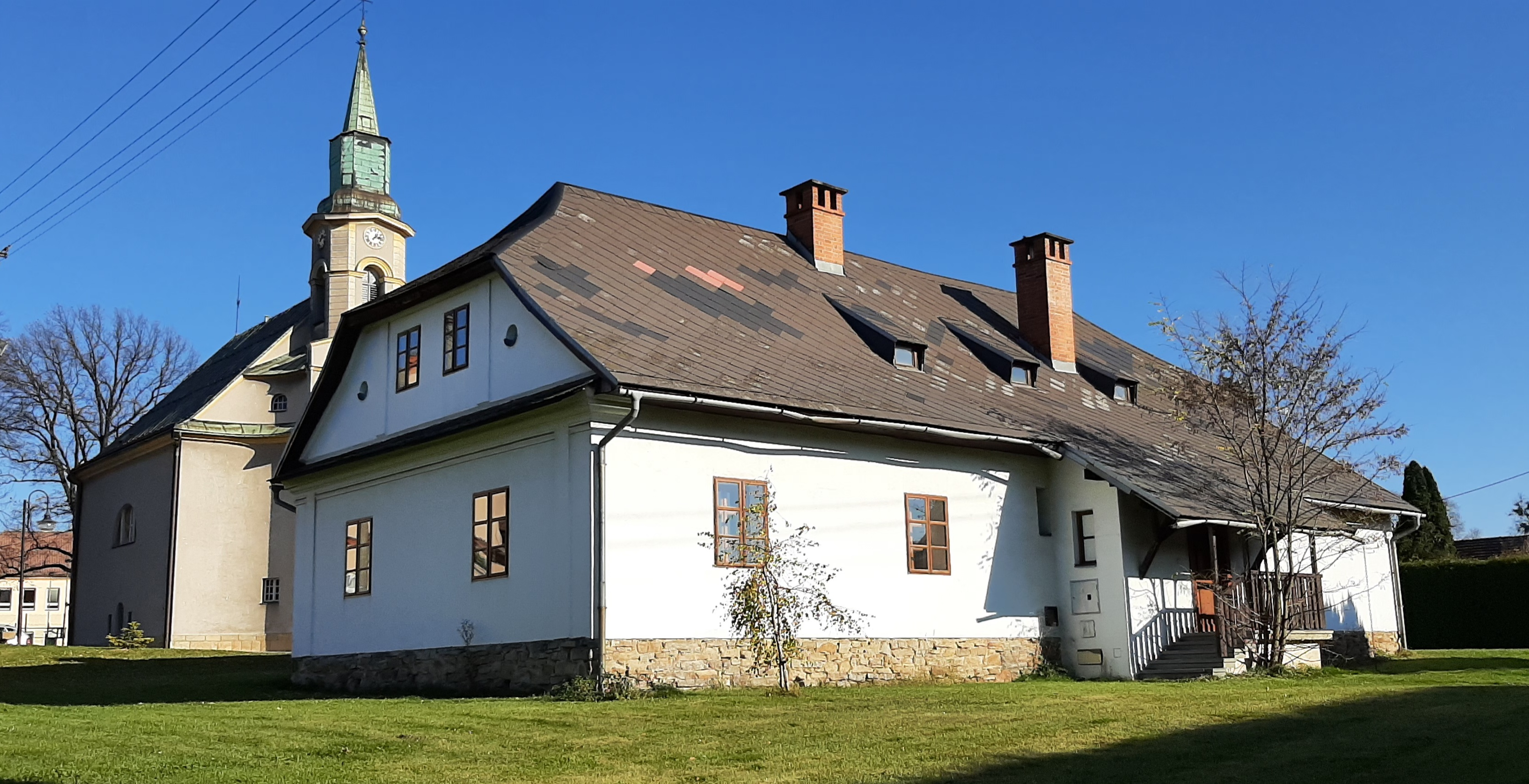
Budynek Emausu z tyłu
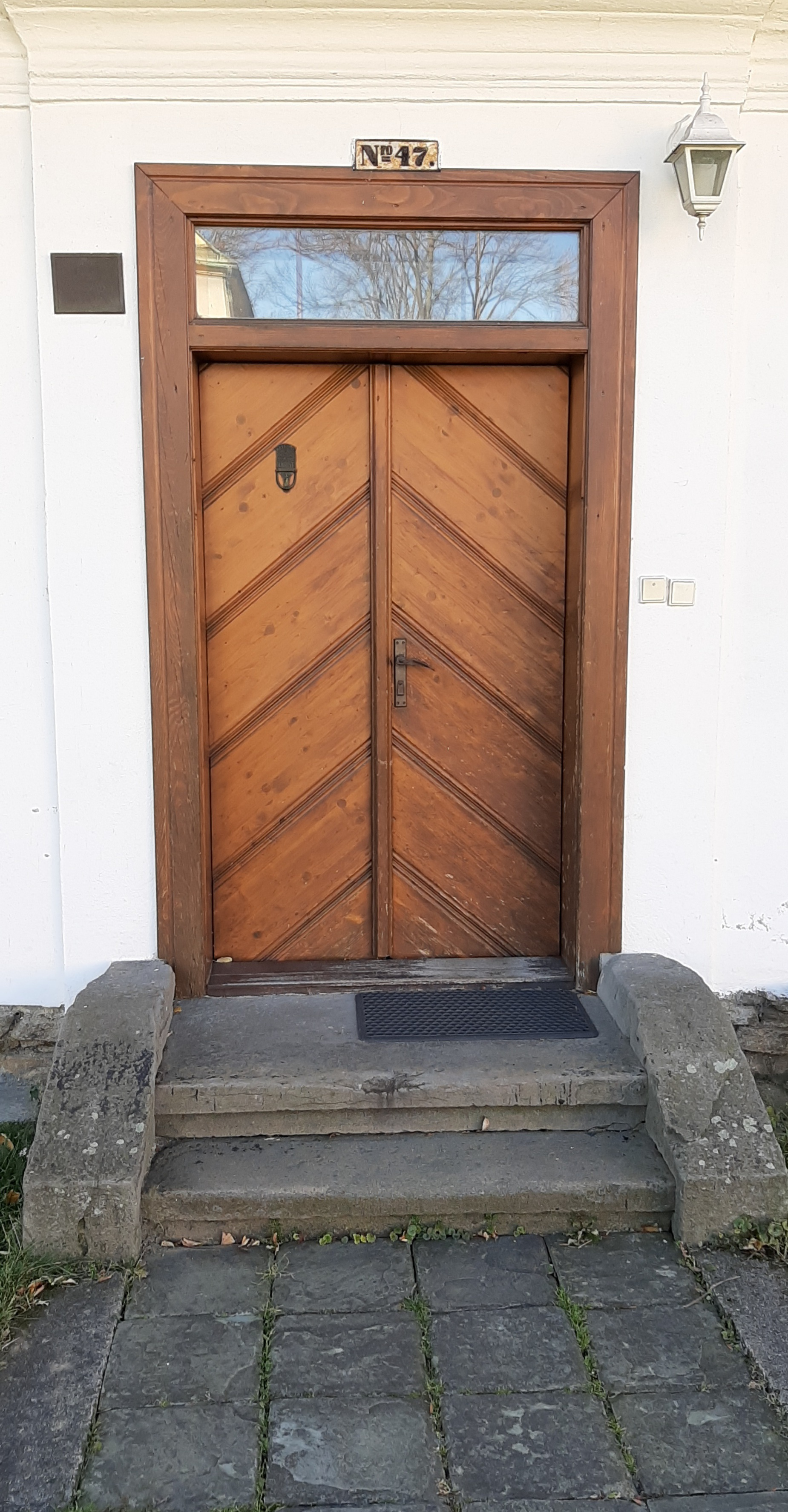
Drzwi Emausu, nad którymi widnieje numer domu-47
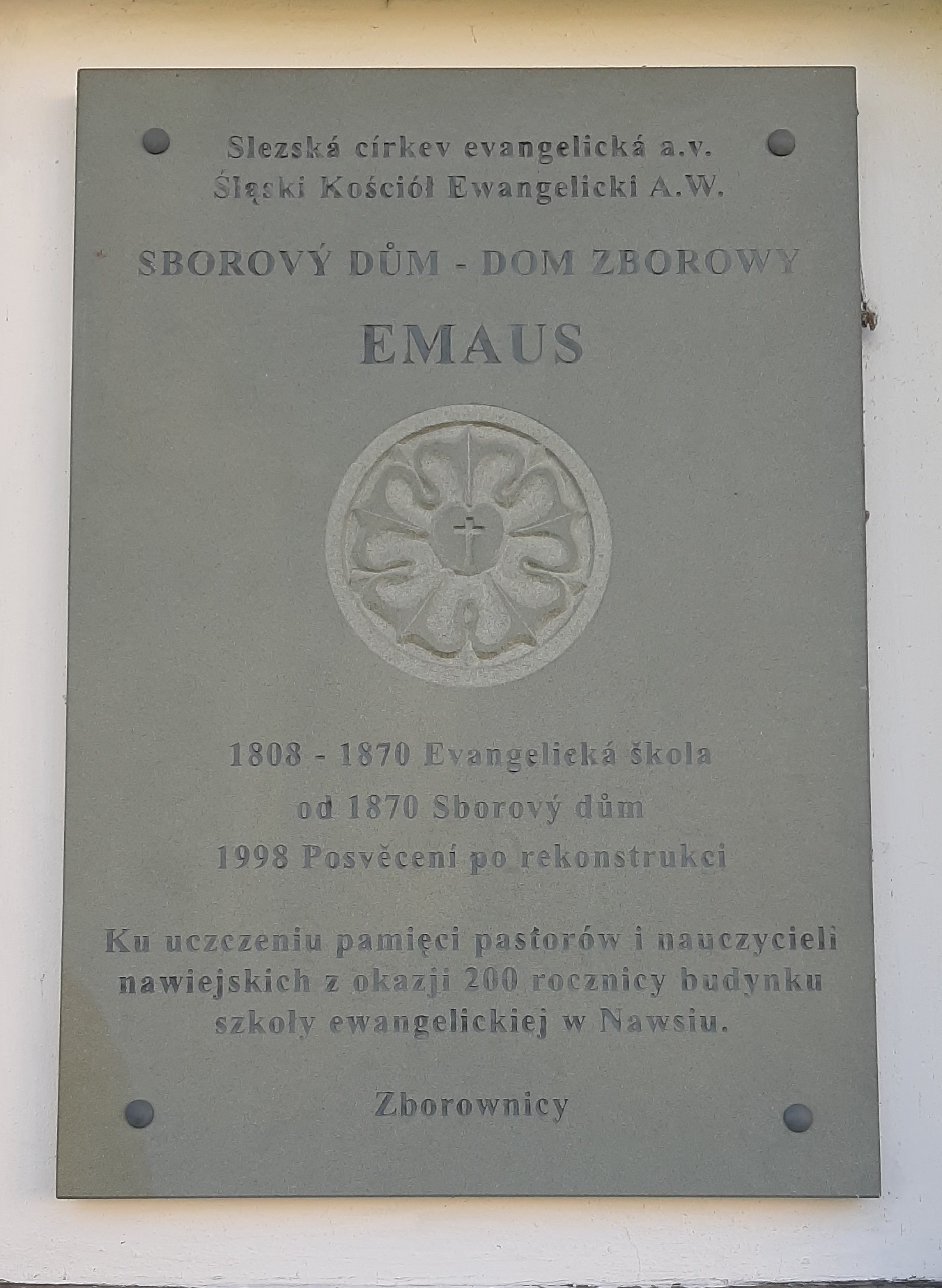
Tablica pamiątkowa na ścianie byłej szkoły ewangelickiej